# Herb Radlina
Herb Radlina – jeden z symboli miasta Radlin w postaci herbu.

## Wygląd i symbolika
Herb przedstawia w polu zielonym złote serce. Z serca wyrasta rozgałęziająca się złota łodyga, zakończona trzema kwiatami o pięciu srebrnych płatkach i złotych dnach. Z łodygi wyrastają także listki w kolorze złotym. 
Zieleń oraz roślinność nawiązują do umiłowania natury oraz rolniczych tradycji ziem, na których leży Radlin.

## Historia
Herb Radlina jest nieco zmienioną wersją herbu Radlina Dolnego znanego  m.in. z przekazu wodzisławskiego kronikarza Franciszka Henke. W latach 1975–1997 Radlin jako dzielnica Wodzisławia Śl. pozbawiony był własnego herbu.